# Illo (generale)
Illo (in latino Illus, Ellus o Hyllus; Ἴλλους o Ἰλλοῦς; ... – 488) è stato un generale e funzionario bizantino, coinvolto nell'ascesa e caduta dell'imperatore Basilisco e ribellatosi contro l'imperatore Zenone.

## Biografia

### Ascesa al potere
Di origine isaurica, aveva un fratello di nome Aspalio o Appalio, un secondo fratello di nome Trocundo e un fratellastro di nome Lilingis. Sposò Asteria, originaria di Antiochia, da cui ebbe Thecla e, probabilmente, Anthusa; suo cognato si chiamava Matroniano.
Era un amico stretto di Zenone, un generale isaurico alla corte dell'imperatore Leone I. In seguito alla successione di Zenone a Leone (474), il generale ostrogoto Teodorico Strabone si ribellò, e Zenone inviò Illo a combatterlo. L'anno successivo, però, Illo si alleò con Basilisco (475-476), Armazio e con l'imperatrice vedova Elia Verina per rovesciare Zenone e mettere sul trono Basilisco (gennaio 475). Zenone tornò in Isauria, ma Illo e Trocundo lo assediarono; Illo riuscì anche a catturare Longino, fratello di Zenone. Nel frattempo Basilisco si era inimicato il senato di Costantinopoli, che esortò Illo a tradirlo e a riportare Zenone sul trono; l'ex-imperatore gli promise dei doni, sperando di far leva sull'insoddisfazione di Illo per il comportamento di Basilisco, che non aveva impedito al popolo della capitale di uccidere gli isaurici presenti in città dopo l'espulsione di Zenone; infine, Illo era cosciente che con Longino nelle sue mani aveva un'arma per controllare Zenone; per tutti questi motivi, nel 476 Illo sostenne il ritorno sul trono del suo conterraneo, che accompagnò dall'Isauria a Costantinopoli. Sulla strada incrociarono l'esercito di Basilisco, guidato da suo nipote Armazio, che però si fece convincere a passare dalla parte di Zenone, segnando così il destino di Basilisco e permettendo a Zenone di tornare sul trono senza colpo ferire.
Nel 477 convinse Zenone a far assassinare Armazio; quello stesso anno fu poi Illo ad essere obbiettivo di un tentato omicidio, per mano di un servo di Zenone di nome Paolo: per evitare lo scontro col proprio generale, l'imperatore gli consegnò il servo per punirlo e lo nominò console per il 477 senza collega, magister officiorum e patricius. Il prefetto del pretorio Epinico, parente dell'imperatrice Verina, assoldò nel 478 un alano per assassinare Illo, ma l'attentato fallì e Zenone consegnò Epinico a Illo, il quale lo imprigionò in una fortezza isaurica. Nel 478 il fratello Aspalio morì e Illo si recò in Isauria per partecipare ai suoi funerali; in questa occasione scoprì, interrogando Epinico, che ad ordinare l'attentato era stata Verina, così, quando Zenone lo richiamò a Costantinopoli, Illo si rifiutò di entrare in città fin quando Zenone non permise che Verina fosse imprigionata in Isauria. La ragione per la quale Zenone cedette al ricatto di Illo è che in quell'anno, 478, Teodorico Strabone si era ribellato e l'imperatore aveva bisogno del proprio generale. Illo non assunse il comando delle truppe, ma si occupò del processo ai collaboratori di Strabone.
Nel 479, mentre la ribellione di Strabone era ancora in atto, si ebbe un altro tentativo di rovesciare Zenone: Flavio Marciano, figlio dell'ex-imperatore d'Occidente Antemio, e i suoi fratelli si ribellarono e assediarono nel palazzo Zenone, dopo aver bruciato la casa di Illo a Costantinopoli. Illo inizialmente tentennò, ma poi fu rincuorato da un indovino egiziano e, durante la notte, fece entrare nella capitale alcuni soldati isaurici che si trovavano a Calcedonia, catturando Marciano e ponendo fine alla rivolta.
Fu in questo periodo, probabilmente, che strinse un legame con Pamprepio, un poeta, grammatico e indovino egiziano, che vinse il favore di Illo dedicandogli un'opera. Pamprepio era certamente svantaggiato dal fatto di essere pagano, ma il cristiano Illo lo prese sotto il proprio patronato, facendogli ottenere un salario statale che egli stesso incrementava con un proprio appannaggio. Una volta che Illo si era recato in Isauria, Zenone e Verina esiliarono Pamprepio con l'accusa di aver preso dei vaticinii in favore di Illo e contro Zenone; Illo lo accolse in casa propria e, al ritorno a Costantinopoli, lo portò con sé.
Nel 480 Illo difese la capitale dalle truppe di Strabone che l'assediavano. Fu probabilmente quello stesso anno litigò con l'imperatrice Ariadne, moglie di Zenone e figlia di Verina, respingendo bruscamente la sua richiesta di liberare la madre; Ariadne, allora, progettò di farlo assassinare. Per ordine di Ariadne e di Urbicio, lo scholarius Sporacio tentò di assassinare Illo, probabilmente nel 481, mentre si trovava al circo: Illo riuscì a salvarsi, ma perse un orecchio, mentre Sporacio fu messo a morte; non appena Illo fu guarito, si preparò a lasciare la città e a dirigersi in Oriente. Zenone lo nominò magister militum per Orientem e Illo partì verso la fine del 481, mentre nel 482 era ad Antiochia, in Siria (qui, infatti, ricevette una lettera dal suo amico Giovanni Talaia, da poco eletto Patriarca di Alessandria). Non di meno la sua influenza continuò, se il fratello Trocundo fu console nel 482.

### Usurpazione di Longino
Nel 483 Zenone gli chiese di liberare il fratello Longino, ostaggio di Illo da otto anni, e, al rifiuto del generale, ruppe con lui: l'imperatore sostituì Illo con Giovanni Scita ed espulse i suoi parenti dalla capitale, donandone i beni alle città dell'Isauria. A questo punto era chiaro che Zenone, temendo il potere e l'influenza di Illo, stava cercando in tutti i modi di disfarsene e, nel 484, Illo si ribellò.
Rilasciò Marciano e chiese aiuto a Odoacre, ai Sasanidi e agli Armeni, e questi ultimi gli si schierarono al fianco. Quando Zenone gli mandò contro Leonzio, Illo fu in grado di convincerlo a passare dalla sua parte e, liberata Verina dalla sua prigionia a Tarso, le fece nominare Leonzio imperatore (19 luglio 484); Verina fu poi mandata nella fortezza isaurica di Papurius, dove morì poco dopo. I ribelli tentarono di attraversare l'Eufrate in corrispondenza di Edessa, ma gli abitanti rimasero leali a Zenone e Illo dovette tornare indietro. Nei pressi di Antiochia si scontrò con l'esercito imperiale, comandato da Giovanni Scita e Teodorico Strabone e costituito probabilmente da ostrogoti, e fu sconfitto: si rifugiò, assieme ai propri alleati, nella fortezza isaurica di Papurius, dove fu assediato dalle truppe di Giovanni. Poco dopo l'inizio dell'assedio, Illo fece uscire di nascosto Trocundo, con il compito di raccogliere un esercito e tornare a rompere l'assedio, ma Trocundo fu catturato e messo a morte dagli assedianti. Ignari del fatto e rincuorati dalle previsioni di Pamprepio, che prevedeva una conclusione dell'assedio felice per gli assediati, Illo e Leonzio resistettero per anni. Durante l'assedio morì la figlia Anthusa, e da quel momento Illo non si occupò più di guidare i suoi uomini. Dopo quattro anni di assedio, la morte di Trocundo fu scoperta, e Illo mise a morte Pamprepio. La fortezza cadde nel 488 per il tradimento del cognato di Trocundo, fatto giungere da Costantinopoli a questo scopo da Zenone; Illo e Leonzio furono catturati e giustiziati, e le loro teste furono mandate all'imperatore. Le ultime richieste di Illo, che la figlia fosse sepolta a Tarso e la moglie fosse messa in salvo, furono accettate (Asteria e Thecla furono portate a Tarso, dove furono costrette a prendere i voti).